# Behshahr
Behshahr este un oraș din Iran.